# Teologia Powszechna
Teologia Powszechna – czasopismo społeczno-naukowe wydawane przez Stowarzyszenie Chrześcijan, Muzułmanów i Żydów „Przymierze”. Pośród autorów prezentowanych na łamach czasopisma można znaleźć przedstawicieli wielu wspólnot chrześcijańskich, a także przedstawicieli islamu, judaizmu oraz racjonalistów i ateistów.
Idea powołania czasopisma religijnego będącego wspólnym, ale jednocześnie niezależnym głosem różnych wspólnot chrześcijańskich narodziła się na początku 2013 roku. Wówczas to grupa kilku przyjaciół, duchownych i teologów związanych z pięcioma różnymi wspólnotami kościelnymi (PNKK w USA i Kanadzie, Kościół rzymskokatolicki, Kościół Polskokatolicki, Kościół Starokatolicki i Kościół Adwentystów Dnia Siódmego) postanowiła oddolną inicjatywą powołać do życia pismo o charakterze popularno-naukowym, nakierowane luźno na dziedzinę teologiczną. Bezpośrednimi inicjatorami przedsięwzięcia byli: Zbigniew Czertwan, wówczas diakon Polskiego Narodowego Kościoła Katolickiego w Stanach Zjednoczonych i Kanadzie, będący jednocześnie właścicielem wzmiankowanego portalu oraz Jarosław Kaźmierczak, nie związany z jakąkolwiek wspólnotą wyznaniową.  Pismo zostało zatytułowane „Powszechny Przegląd Teologiczny”. Pierwszy numer pisma wyszedł w maju 2013 roku. Początkowo pismo znajdowało się pod honorowym patronatem Polskiego Narodowego Kościoła Katolickiego w Kanadzie, Kościoła Starokatolickiego w RP oraz Muzułmańskiego Związku Religijnego w RP. W sierpniu 2014 roku redakcja zdecydowała o zmianie tytułu pisma na „Teologia Powszechna”. Od marca 2015 roku „Teologia Powszechna” jest wydawana wyłącznie przez Stowarzyszenie Chrześcijan, Muzułmanów i Żydów „Przymierze”.
Czasopismo, pomimo wcześniej zakładanego profilu – pisma teologicznego wspólnot chrześcijańskich z czasem rozszerzyło zakres swojego oddziaływania. W stosunkowo krótkim czasie poza chrześcijańskimi wspólnotami (katolickimi, starokatolickimi i ewangelickimi) do redakcji dołączyli również wyznawcy Islamu wywodzący się głównie spośród polskich Tatarów, zrzeszeni w Muzułmańskim Związku Religijnym w RP, także wyznawcy Judaizmu oraz przedstawiciele stowarzyszeń obrony życia, a także ludzie deklarujący światopogląd racjonalistyczny i ateistyczny. Pośród autorów zamieszczających swoje artykuły na łamach „Teologii Powszechnej” znaleźli się m.in.: ks. Józef Krasiński, ks. Michał Czajkowski, ks. Jacek J. Pawłowicz, Beata Frańczak, Mufti Rzeczypospolitej Polskiej Tomasz Miśkiewicz, Musa Çaxarxan Czachorowski, Selim Chazbijewicz, Iza Melika Czechowska, Maciej Kochanowicz, Leszek Tyboń, Halina Birenbaum, Jerzy Kichler, Mira Żelechower-Aleksiun, Antoni Zięba, Helmut Iwa, Jacek Tabisz oraz wielu innych autorów o bardzo szerokim wachlarzu światopoglądowym.
Częścią składową „Teologii Powszechnej” są wydawane z oddzielną edycją i własną numeracją (również z oddzielnymi numerami ISSN) pismo społeczności polskich Tatarów z Muzułmańskiego Związku Religijnego w RP pt. „Muzułmanie Rzeczypospolitej” oraz pismo polskiej społeczności żydowskiej pt. „Dolina Cedronu”.
Każdy kolejny numer czasopisma „Teologia Powszechna” jest monotematyczny. Dotychczas ukazały się numery zatytułowane: „Maria”, „Tolerancja”, „Patria”, „Cywilizacja śmierci?”, „Grzech”, „Rodzina”, „Nietolerancja”, „Matka”, „Homo sapiens”.
W lutym 2014 roku, w przededniu bezprawnego zaanektowania przez Rosję ukraińskiego Krymu, wyszedł numer specjalny zatytułowany „Módlmy się za naszych braci…”, w całości poświęcony rosyjskiej agresji na Ukrainę.